# Дуброво (Устюцьке сільське поселення)
Дуброво (рос. Дуброво) — присілок в Пестовському районі Новгородської області Російської Федерації.
Населення становить 32 особи. Входить до складу муніципального утворення Устюцьке сільське поселення.

## Історія
Від 2004 року входить до складу муніципального утворення Устюцьке сільське поселення

## Населення
| 2010 |
| ---- |
| 32   |